# Tensión sexual, Volumen 1: Volátil
Tensión sexual, Volumen 1: Volátil è un film del 2012 diretto da Marco Berger e Marcelo Mónaco.

## Trama
Film a episodi che racconta vari incontri tra uomini che potrebbero finire in rapporti omosessuali, ma che si interrompono prima di arrivare al dunque, attraverso vari stadi di nudità e molte forme di legame erotico maschile. 
In Ari un ragazzo va a farsi un tatuaggio e si innamora del suo tatuatore. In El primo durante una calda estate in un ragazzo nascono desideri proibiti che hanno come protagonista il cugino. In El otro due ragazzi si scambiano consigli su come fare l'amore con una donna. In Los brazos rotos un uomo con entrambe le braccia rotte viene amorevolmente lavato da un infermiere. In Amor per colpa di una doccia rotta un uomo sposato finisce con il fare la doccia insieme con l'albergatore. In Entrenamiento due uomini muscolosi in costante allenamento si spogliano per mandare foto 'eloquenti' a delle ragazze.

## Sequel
Nel 2013 è stato realizzato un seguito del film dal titolo Tensión sexual, Volumen 2: Violetas.